# Muhàmmad ibn Alí ibn Xaddad
Izz-ad-Din Abu-Abd-Al·lah Muhàmmad ibn Alí ibn Xaddad al-Halabí, més conegut simplement com a Ibn Xaddad, fou un historiador sirià nascut a Alep el 1217 i mort al Caire el 1285. Va haver de fugir a Egipte per la invasió dels mongols a Síria del nord el 1261 i allí va escriure una notable topografia històrica de Síria i la Jazira.